# Птачик, Олег Иванович
Оле́г Ива́нович Птачик (укр. Олег Іванович Птачик; 14 ноября 1981, Харьков, СССР) — украинский футболист, защитник.

## Биография
Птачик является воспитанником харьковского спортинтерната. С 1998 года по 1999 год выступал в ДЮФЛ за УФК. В 1999 года провёл 4 матча за «Металлист-3» в турнире КФК. С 2001 года по 2003 год выступал за белорусский «Днепр-Трансмаш» и сыграл 31 матч.
В марте 2004 года перешёл на правах свободного агента в сумский «Спартак-Горобына». В команде провёл один год и сыграл 18 матчей и забил 1 гол в Первой лиге Украины, также провёл 2 матча в Кубке Украины. Вторую половину сезона 2004/05 Птачик провёл винницкой «Ниве» и провёл 11 матчей за клуб.
Летом 2005 года перешёл в одесский «Черноморец». 31 июля 2005 года дебютировал в Высшей лиге Украины в выездном матче против мариупольского «Ильичёвца» (0:1). В команде он закрепится не смог и провёл всего 4 матча в чемпионате и сыграл в 13 матчах молодёжного первенства Украины. В июле 2006 года был выставлен на трансфер. Летом 2006 года побывал на просмотре в криворожском «Кривбассе». Но всё же перешёл в луцкую «Волынь» на правах свободного агента, главным тренером «Волыни» тогда был Виталий Кварцяный. Всего за клуб он провёл 27 матчей в чемпионате и 2 матча в Кубке Украины. Зимой 2007 года Птачик побывал на просмотре в «Заре» и «Кривбассе».
Летом 2007 года подписал контракт с клубом «Нефтяник-Укрнефть» из города Ахтырка. В команде он сыграл всего 8 матчей и забил 1 гол в чемпионате, также провёл 2 матча в молодёжном первенстве. В команде не смог заиграть из-за травмы.